# Dacita

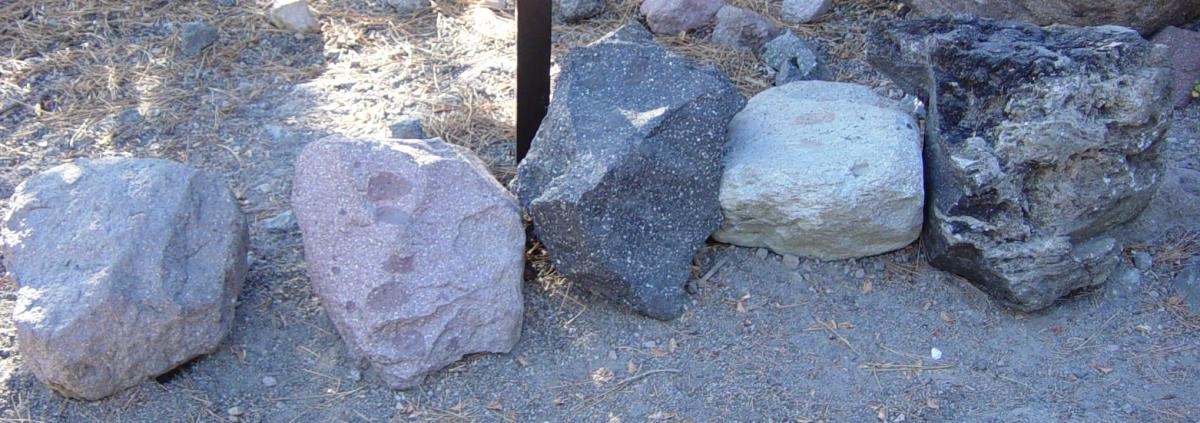
Diferents tipus de dacita.

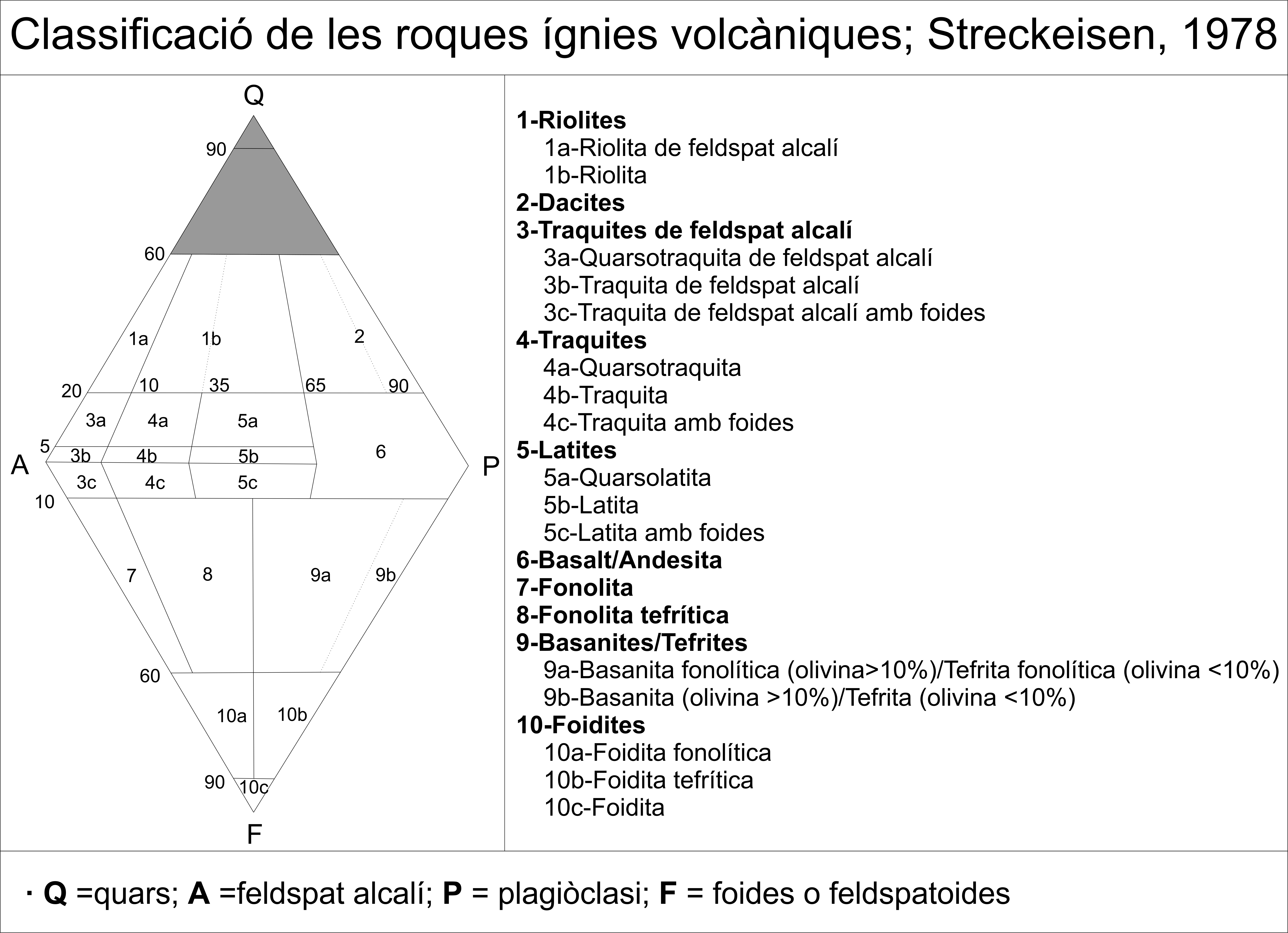
Classificació de les roques ígnies volcàniques segons Streckeisen 1978. La dacita es troba al lloc 2.

La dacita és una roca ígnia volcànica amb alt contingut de ferro, que s'ha consolidat en superfície ràpidament després de l'erupció i en dues etapes, per la qual cosa hom troba en la seva estructura cristalls ben formats inclosos en una matriu vítria amorfa. Té estructura microlítica, i és una roca àcida a causa d'un excés de sílice. Els minerals que hi predominen són les plagiòclasis.
La seva composició es troba entre les composicions de l'andesita i la de la riolita i, igual com l'andesita, es compon principalment de feldespat plagioclasa amb biotita, hornblenda, i piroxè (augita i/o enstatita). Té una textura entre afanítica i pòrfida amb quars en forma de fenocristalls arrodonits corroïts, o com a element de la seva pasta base. La dacita es defineix pel seu contingut de sílice i àlcalis en la Classificació bigòrnia.
La paraula dacita prové de Dàcia, una província de l'Imperi Romà que es trobava entre el riu Danubi i els Carpats (actualment Romania), que és on primer es va descriure la roca.